# 岡山県道80号上高末総社線
岡山県道80号上高末総社線（おかやまけんどう80ごう かみこうずえそうじゃせん）は、岡山県小田郡矢掛町から総社市を結ぶ県道（主要地方道）である。

## 概要
一部で狭隘箇所が残るものの、全体的によく整備されている。
上り（矢掛町方面）の案内標識の行先表示には「美星」と表記され、井原市美星町と岡山都市圏を結ぶ道路としての性格を持っていることから、井原市との市町合併以前の旧美星町時代には、当県道と美星町の中心部（美星町三山）を直結させる構想もあった。しかし、矢掛町と美星町の間にそびえる山による高低差がネックとなり、実現に至っていない。
総社市新本から総社市上原まで新本川がほぼ並行する。

### 路線データ
- 本線：Google マップ
- 起点：岡山県小田郡矢掛町上高末（岡山県道35号倉敷成羽線交点）
- 終点：岡山県総社市中原・総社大橋東交差点（国道486号交点）

## 歴史
- 1993年（平成5年）5月11日 - 建設省から、県道上高末総社線が上高末総社線として主要地方道に指定される[1]。

## 地理

### 通過する自治体
- 小田郡矢掛町
- 総社市

### 交差する道路
- 岡山県道35号倉敷成羽線（小田郡矢掛町上高末、起点）
- 岡山県道282号市場青木線（総社市新本）
- 岡山県道54号倉敷美袋線（総社市新本・新本郵便局前交差点）
- 岡山県道278号宍粟真備線（総社市富原・総社大橋西交差点）
- 国道486号（総社市中原・総社大橋東交差点）

### 沿線にある施設など
- 高梁川